# Uloborus pseudacanthus
Uloborus pseudacanthus es una especie de araña araneomorfa del género Uloborus, familia Uloboridae. Fue descrita científicamente por Franganillo en 1910.
Habita en Portugal.